# 美国的优生学
优生学是一门研究如何使得人在各方面机能都得到最大化的提升的科学，这样的科学必然依赖于高科技的手段，而高科技手段的出现在很长一段时间里都是在美国，特別是生物技術和分子生物學。因此，美国自然而然的站在了优生学的前沿，处在风口浪尖处。

## 该领域最早的先锋人物

### 亚历山大·贝尔
亚历山大·贝尔是一名出生于英国的科学家，他从1881年开始进行了对于耳聋概率的调查研究。经他研究发现，耳聋是自然遗传的，耳聋的父母更有可能生出耳聋的后代。他尝试性的提出了男女双方如果都为耳聋，则不应该结婚，这一结论发表在1883年他为美国国家科学院做的演讲上面。

## 20世纪
从进入20世纪开始，研究学者通过收集家族族谱等方式，对劣生的原因进行了大量分析。这些分析和发现都被用作开展优生运动的依据。
促进优生学的人士（都是当时社会地位很高，受人尊敬的人物）开始积极地为找出多种办法解决“劣生”问题进行游说。其中，有些赞同将移民限制和节育作为主要办法，有些认为种族隔离是关键，还有些人赞同以上观点的同时，甚至提出种族灭绝。
尽管现在看来，这些观点和做法都完全错误，但当时这些都被视作合法的科学研究。可是，也有部分学者提出过一些反对声音。
到了1910年，全美上下形成了一个巨大而动态的网络，各种学者专家忙于推动各项优生措施和优生领域的立法。
「美国生育者联盟」（The American Breeder's Association）是美国第一个推进优生学的组织，于1906年在生物学家查尔斯·戴文波特的主持下建立。这个联盟的宗旨在于“调查和报告人类种族的遗传，强调优势血统的价值，劣势血统对社会的危害”。

### 强制节育
19世纪晚期和20世纪早期开始，美国的一些州立法律禁止精神疾病患者结婚和生育，以预防这些精神疾病“传递”到下一代。
这些法律在美国最高法院于1927年通过，直到20世纪中叶才开始废除。这期间总共有60,000美国人接受节育。
这些法律条文中最有名的要属1907年的印第安纳州优生法。在1907年，印第安纳州成为30多个州当中第一个采用强制节育法律的州。尽管该项法律在1921年被印第安纳州最高法院推翻，美国最高法院在1927年一個著名的巴克訴貝爾案中，判決贊成对于弗吉尼亚州一個精神病人執行强制节育，使得问题变得更加棘手。
在所有州当中，加利福尼亚州的优生运动走在先列。从1909年到1960年代，加州共有2万例节育，占全美6万例总数的三分之一。

### 移民限制
20世纪初，在大量的东欧、南欧移民涌入北美的大背景下，一些有影响力的优生学学者如哈利·拉夫林，发表了一系列论述，指出如果不加限制，这些移民会污染美国的基因库。
这激起美国和加拿大开始制定和通过法律，以划分出移民者种族和国籍的等级，从最受欢迎的盎格鲁撒克逊人和北欧人，到基本不会允许入境的中国和日本人。
同时，一个名为「移民限制联盟」（The Immigration Restriction League）的组织在1894年创立，这也是美国第一个正式涉及优生学的组织。他们的目的在于阻止某些“劣等种族”的移民进入美国，通过鼓励生产等方式增强优等种族，还为移民进行读写能力的测试。
随后该组织与全美生育者联盟联手，以增强其影响力。
但是，当时也有一些学者指出移民政策的问题，只是国会对于此类建议不闻不问。根据一些人的理解，这些限制和政策的制定很大程度上来源于对维持本国文化整体性的诉求，以抵抗外来者的强大影响。

## 优生学者和种族压迫之间的联系

### 纳粹优生政策的美国根源
根据二战后对于纳粹官员的审查发现，这些官员都承认是美国的优生学者启发和协助了希特勒的种族净化法律。这带来了短短十年内的45万余例节育，最终引向了骇人听闻的种族大屠杀。
比如哈利·哈夫林，他起草了弗吉尼亚州优生方面的政策，成为纳粹“预防遗传病后代法”的基础。他对于希特勒的帮助甚至为他获得了德国著名大学的荣誉博士学位。

### 美国国内的白种净化和种族歧视
在美国国内，优生学的各种措施被用来加强白种人种族净化的手段，州立法律禁止种族间通婚，也即“反异族通婚法”。
其中最著名的案例是弗吉尼亚州1924种族完整法案。在1967年，美国最高法院对此案进行推翻，宣布“反异族通婚法”违宪。

## 外部連結
- Eugenics in the United States （页面存档备份，存于）（英文）